# Nunmafo (Insana)
Nunmafo is een bestuurslaag in het regentschap Timor Tengah Utara van de provincie Oost-Nusa Tenggara, Indonesië. Nunmafo telt 1876 inwoners (volkstelling 2010).